# Achyropsis filifolia
Achyropsis filifolia är en amarantväxtart som beskrevs av C. C. Towns. Achyropsis filifolia ingår i släktet Achyropsis och familjen amarantväxter. Inga underarter finns listade i Catalogue of Life.